# Armoiries du Liban
Les armoiries de la République libanaise sont composées d'un champ de gueules, à la barre élargie d'argent ; sur le tout figure un cèdre de sinople, l'arbre national.
Les armoiries du Liban reprennent les couleurs du drapeau national.

## Sceau
Le sceau du président de la République, adopté le 31 décembre 2013, reproduit, dans sa partie inférieure, les armoiries nationales.

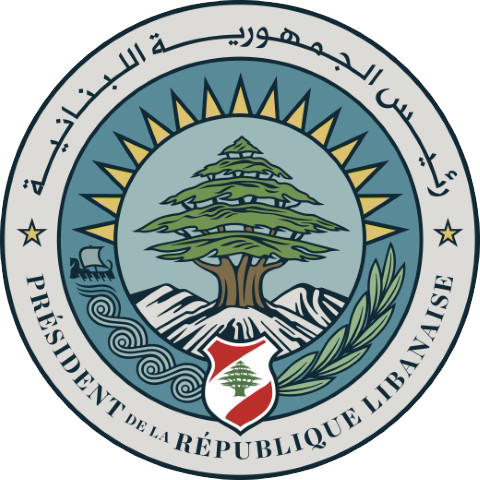
Sceau de la Présidence de la République libanaise (depuis 2014)